# سوج گاردن
سَوج گاردن یا ساواژ گاردن (به انگلیسی: Savage Garden) یک گروه موسیقی پاپ راک دو نفره استرالیایی بود که در سال ۱۹۹۷ در بریزبن شکل گرفت و در اکتبر ۲۰۰۱ فروپاشید. در این گروه دارن هیز خواننده بود و دنیل جونز آهنگسازی می‌کرد. سَوج گاردن در سال‌های حیات خود به موفقیت رسید و دو ترانه آنها با نام‌های «واقعاً دیوانه‌وار عمیقاً» (۱۹۹۸) و «می‌دانستم دوستت دارم» (۲۰۰۰) در رده‌بندی تک‌آهنگ‌ها در آمریکا به رتبه یک رسیدند.
اعضای سَوج گاردن در اکتبر ۲۰۰۱ اعلام فروپاشی کردند و هر کدام به تنهایی به فعالیت ادامه دادند. هیس در سال ۲۰۰۷ به پرسش دیلی تلگراف درباره احتمال همکاری دوباره‌اش با دنیل جونز پاسخ منفی داده‌است.